# Konstanty Ildefons Gałczyński
Konstanty Ildefons Gałczyński (født 23. januar 1905 i Warszawa, død 6. december 1953) var en polsk digter.
Han boede nogle år i Moskva. Tilbage i Polen læste han engelsk og klassisk filologi. Han debuterede i 1923. Han opholdt sig i Szczecin i 1948, derefter i Warszawa. Gałczyński var med i digtergruppen Kwadryga.